# Saint-Bonnet-de-Mure
Saint-Bonnet-de-Mure è un comune francese di 6 435 abitanti situato nel dipartimento del Rodano della regione Alvernia-Rodano-Alpi.

## Società

### Evoluzione demografica
Abitanti censiti